# Lignatone

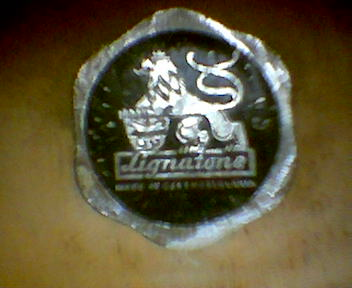
Logo de Lignatone

Lignatone é uma marca de instrumentos musicais da antiga Tchecoslováquia. Dentre os instrumentos que fabricaram, há um trompete longilíneo, de som agudo porém suave, de boa qualidade.